# Згурська Катерина Іванівна
Катери́на Іва́нівна Згу́рська (27 листопада 1915, Рига, Латвія — 27 квітня 2000, Київ) — радянський український правник та державний діяч. Депутат Верховної Ради УРСР 5—6-го скликань. Член Ревізійної комісії КПУ в 1960—1966 роках.

## Життєпис
Закінчила 1938 року Харківський юридичний інститут.
У 1938–1947 роках працювала суддею, заступником голови Житомирського обласного суду. Член ВКП(б) з 1941 року.
Під час Німецько-радянської війни перебувала в евакуації у місті Пугачові Саратовської області РРФСР.
З 1952 по травень 1954 року — заступник голови Верховного Суду УРСР.
З травня 1954 по березень 1957 року — заступник міністра юстиції Української РСР.
З березня 1957 по 21 березня 1963 року — міністр юстиції УРСР.
З квітня 1963 до січня 1966 року — 1-й заступник прокурора УРСР, а потім — заступник завідувача відділу з питань помилування Верховної Ради УРСР.
Після виходу на пенсію в 1977 році упродовж 5 років викладала право в Інституті підвищення кваліфікації працівників харчової промисловості.

## Ордени
- Орден Леніна № 311863 від 7 березня 1969;
- Орден «Знак Пошани» № 628786 від 30 серпня 1971